# Veuillez rendre l'âme (à qui elle appartient)
Veuillez rendre l'âme (à qui elle appartient) è il secondo album della band francese Noir Désir, pubblicato il 10 gennaio 1989. L'album è stato registrato presso lo studio ICP di Bruxelles verso la fine del 1988 ed è stato prodotto da Ian Broudie, già noto per la sua collaborazione con la band britannica Echo and the Bunnymen.

## Tracce
1. À l'arrière des taxis – 3:10
2. Aux sombres héros de l'amer – 2:58
3. Le Fleuve – 3:48
4. What I Need – 3:24
5. Apprends à dormir – 3:02
6. Sweet Mary – 2:01
7. La Chaleur – 3:39
8. Les Écorchés – 4:09
9. Joey I – 3:00
10. Joey II – 2:27
11. The Wound – 5:35

## Formazione
- Bertrand Cantat – voce, chitarra, armonica
- Serge Teyssot-Gay – chitarra, pianoforte, cori
- Denis Barthe – batteria, cori
- Frédéric Vidalenc – basso elettrico, cori